# Rise (canção do Public Image Ltd.)
"Rise" é uma canção da banda de pós-punk britânica Public Image Ltd., que foi lançada como primeiro single do disco Album, de 1986.
Considerada o maior sucesso da banda, ela possui uma letra (com a famosa frase "anger is a energy") que foi inspirada na grande questão humana da época, o Apartheid na África do Sul.
| “                                                 | “Li um manual sobre técnicas de interrogatório Sul-Africano, e "Rise" é uma reunião de citações de algumas das vítimas; pensei em montá-los de acordo com meus próprios sentimentos sobre a existência diária” | ” |
| — John Lydon, em entrevista a revista Smash Hits. | |   |

Em 2014, a revista britânica New Musical Express ranqueou "Rise" na posição 206 da lista "500 Greatest Songs of All Time".

## Créditos Musicais
- John Lydon - vocais
- Steve Vai - guitarra elétrica
- Jonas Hellborg - baixo fretless
- Tony Williams - baterias
- L. Shankar - violino

## Desempenho nas paradas de sucesso
| Parada musical (1986)     | Melhor posição |
| ------------------------- | -------------- |
| (Ultratop 50 Flanders)    | 35             |
| (IRMA)                    | 10             |
| (Recorded Music NZ)       | 29             |
| (Official Charts Company) | 11             |

## Versões cover
- A banda Legião Urbana gravou uma versão desta canção no seu álbum Acústico MTV.[8]